# Зихополь
Зихо́поль — город, древнейшее[уточнить] поселение зихов, в раннесредневековый период[уточнить] столица Зихии. В VI веке в Зихополе был центр православной епархии Константинопольского патриархата.

## Общие сведения
Первым, наиболее древним свидетельством об этом населенном пункте является «География» Страбона, жившего на рубеже старой и новой эры, где он сообщает:

Вокруг озера Меотиды живут меоты. У моря расположены азиатская часть Боспора и Синдская область. За ней обитают ахейцы, зиги, гениохи, керкеты и макропогоны.
… недалеко от Гермонассы находятся Трапезунт и затем Колхида. Здесь где-то находится одно поселение под названием Зигополь.

Страбон сообщал :

К числу меотов принадлежат сами синды и дандарии, тореаты, агры и аррехи, а также тарпеты, обидиакены, ситтакены, досхи и некоторые другие. К ним относятся аспургианы, живущие на пространстве в 500 стадий между Фанагорией и Горгиппией. Когда царь Полемон I, напав на них под предлогом заключения договора о дружбе, не сумел, однако, скрыть своего намерения, они перехитрили его и, захватив в плен, убили.

### Место расположения
Точное месторасположение Зихополя пока не установлено.
Существует гипотеза, что Зихополь можно соотнести с городищем «Уташ» около посёлка Уташ близ современной Анапы. Древнее городище занимает площадь более 50 га. В некрополе найдены несколько десятков христианских могильных стел и плит с христианской греческой надписью и символикой. На самом поселении найдены капитель, фрагмент карниза, черепицы — детали христианского храма.
Дискуссия и поиски точного местонахождения древнего города продолжаются. По мнению Ю. Н. Воронова, искать его следует гораздо восточнее Уташа.